# Endrosa transiens
Endrosa transiens là một loài bướm đêm thuộc phân họ Arctiinae, họ Erebidae.